# Oulchy-le-Château
Oulchy-le-Château est une commune française située dans le département de l'Aisne, en région Hauts-de-France.

## Géographie
Le bourg est situé à 106 km de Paris, entre Soissons à 21 km au nord et Château-Thierry à 20 km au sud. Ces deux villes sont joignables par la route départementale 1, qui traverse le sud du département verticalement. Depuis les années 2000, la RD1 ne traverse plus Oulchy-le-Château. Le village est accessible par 5 sorties par cette même route. La première dans le sens Château-Thierry jusque Soissons est la sortie "Oulchy-Sud", débouchant sur l'Avenue de la Gare, la deuxième est "Oulchy-Poupelaine" débouchant Rue de Poupelaine, puis "Oulchy-Centre", arrivant Rue de la Fournelle, puis  "Oulchy-la-Ville", et enfin "Oulchy-Nord". Le village est accessible par la sortie numéro 20 de l'A4, "Soissons Château-Thierry". le bourg est situé à 16 km de l'A4.

### Quartiers, hameaux, lieux-dits et écarts
- Cugny-lès-Crouttes, situé à l'est.

### Hydrographie
La commune est située dans le bassin Seine-Normandie. Elle est drainée par l'Ourcq, l'Ordrimouille, le ru de Chaudailly, le cours d'eau 01 de la Culotte, le cours d'eau 01 des Prés de Comporté, le fossé 01 de la commune d'Oulchy-le-Château et le fossé Fourgon,,.
L'Ourcq, d'une longueur de 86 km, prend sa source dans la commune de Courmont et se jette  dans la Marne en limite de Mary-sur-Marne et de Lizy-sur-Ourcq, face à Isles-les-Meldeuses, après avoir traversé 36 communes.
L'Ordrimouille, d'une longueur de 16 km, prend sa source dans la commune de Épieds et se jette dans l'Ourcq à Nanteuil-Notre-Dame, après avoir traversé cinq communes.

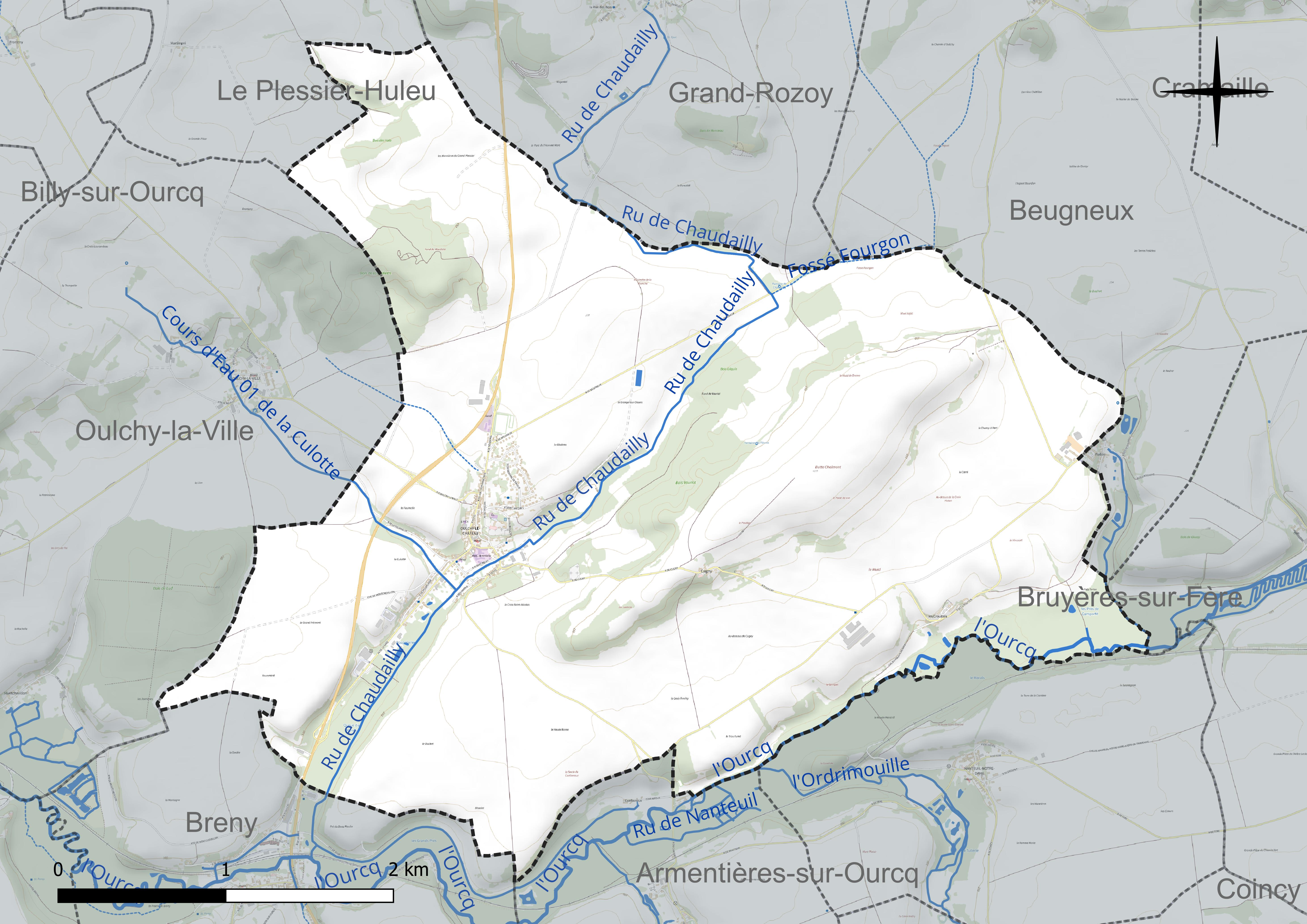
Réseau hydrographique d'Oulchy-le-Château.

### Climat
Pour des articles plus généraux, voir Climat des Hauts-de-France et Climat de l'Aisne.
En 2010, le climat de la commune est de type climat océanique dégradé des plaines du Centre et du Nord, selon une étude du CNRS s'appuyant sur une série de données couvrant la période 1971-2000. En 2020, Météo-France publie une typologie des climats de la France métropolitaine dans laquelle la commune est exposée à un climat océanique altéré et est dans la région climatique Nord-est du bassin Parisien, caractérisée par un ensoleillement médiocre, une pluviométrie moyenne régulièrement répartie au cours de l'année et un hiver froid (3 °C).
Pour la période 1971-2000, la température annuelle moyenne est de 10,3 °C, avec une amplitude thermique annuelle de 15,2 °C. Le cumul annuel moyen de précipitations est de 737 mm, avec 12 jours de précipitations en janvier et 8,4 jours en juillet. Pour la période 1991-2020, la température moyenne annuelle observée sur la station météorologique la plus proche, située sur la commune de Blesmes à 19 km à vol d'oiseau, est de 10,6 °C et le cumul annuel moyen de précipitations est de 713,0 mm,. Pour l'avenir, les paramètres climatiques de la commune estimés pour 2050 selon différents scénarios d'émission de gaz à effet de serre sont consultables sur un site dédié publié par Météo-France en novembre 2022.

## Urbanisme

### Typologie
Au 1er janvier 2024, Oulchy-le-Château est catégorisée bourg rural, selon la nouvelle grille communale de densité à 7 niveaux définie par l'Insee en 2022.
Elle est située hors unité urbaine. Par ailleurs la commune fait partie de l'aire d'attraction de Château-Thierry, dont elle est une commune de la couronne,. Cette aire, qui regroupe 52 communes, est catégorisée dans les aires de moins de 50 000 habitants,.

### Occupation des sols
L'occupation des sols de la commune, telle qu'elle ressort de la base de données européenne d'occupation biophysique des sols Corine Land Cover (CLC), est marquée par l'importance des territoires agricoles (82,2 % en 2018), une proportion identique à celle de 1990 (82,2 %). La répartition détaillée en 2018 est la suivante : 
terres arables (76,8 %), forêts (14 %), zones urbanisées (3,8 %), prairies (3,8 %), zones agricoles hétérogènes (1,6 %).
L'évolution de l'occupation des sols de la commune et de ses infrastructures peut être observée sur les différentes représentations cartographiques du territoire : la carte de Cassini (XVIIIe siècle), la carte d'état-major (1820-1866) et les cartes ou photos aériennes de l'IGN pour la période actuelle (1950 à aujourd'hui).

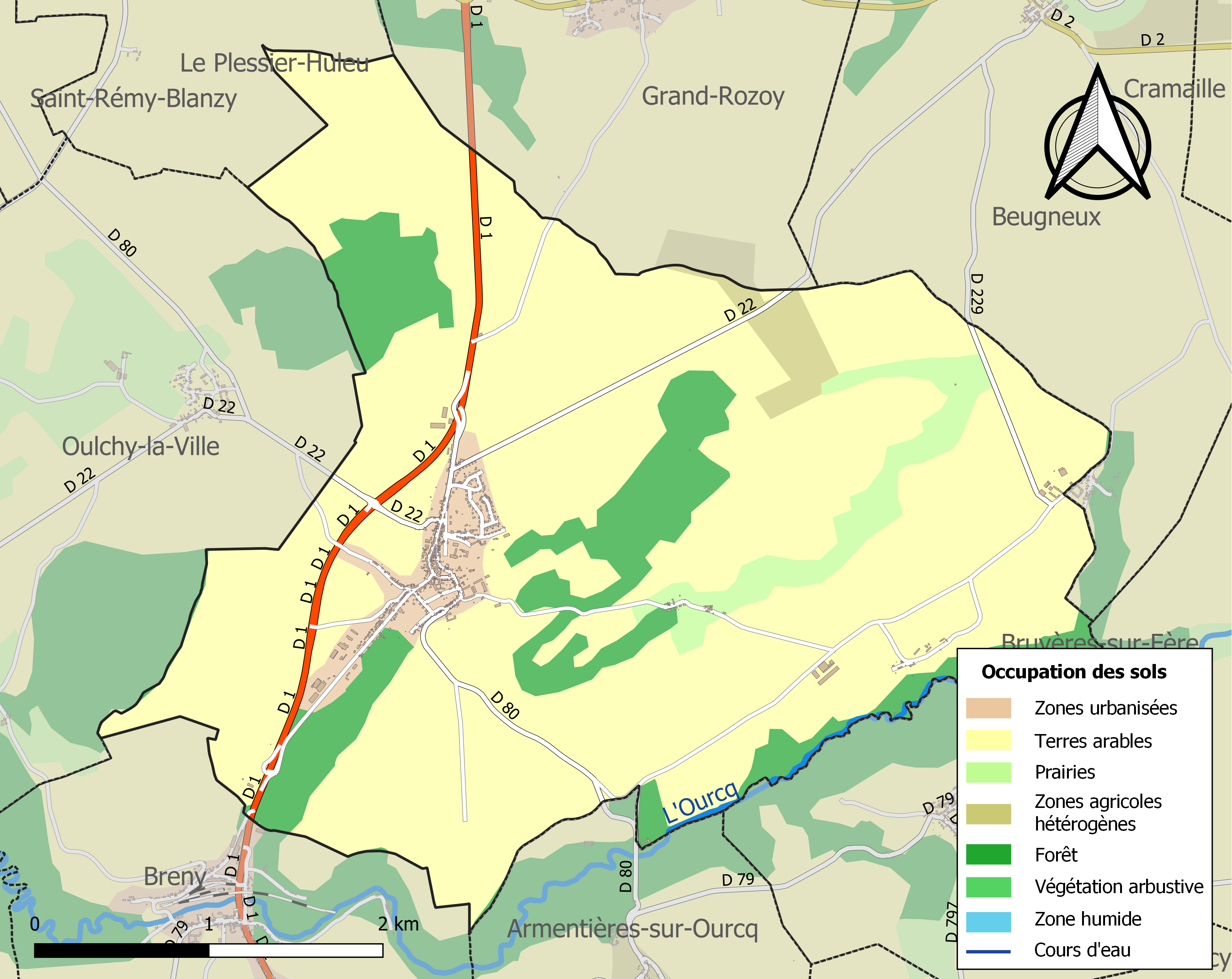
Carte de l'occupation des sols de la commune en 2018 (CLC).

## Toponymie
Ulciacius en 1081, Uliacium, Ulceiam castellum ou ulcheium castrum en 1139, Ulceius en 1228, Ouchie en 1444, Auchy le chastel, Ochy le châtel en 1444, Oulchy-le-châtel en 1789.
Durant la Révolution, la commune porte le nom d'Oulchy-la-Montagne en 1793.
Le nom d'Oulchy est dérivé de Urcum (Ourcq). De la racine hydronymique *ol. Nous constatons, prouvée par de multiples exemples, en toponymie comme en hydronymie, l'équivalence des groupes sonores ol, or, ul, ur. Il n'est donc pas surprenant de trouver l'appellation, Oulchy, déclinant de cette variation autour du thème *ol.
Oulchy doit sa naissance à un château-fort qui fut construit dans ce lieu par Thibaud III de Blois, comte de Champagne au Xe siècle.

## Histoire
Après la conquête romaine, le bourg d’Oulchy-le-Château acquiert une importance stratégique. Plusieurs voies majeures traversent ou frôlent la région. Parmi elles, la célèbre Chaussée Brunehaut, voie romaine tracée dès 20 av. J.-C. sous Agrippa, relie Soissons à Château-Thierry. Le chemin du sacre, qui menait de Reims à Paris, empruntait en partie cette ancienne route. Des vestiges gallo-romains — grains de colliers, fibules — y furent découverts au XVIIIe siècle. À cette époque, Oulchy devient la capitale de l'Orxois, au point d’y battre monnaie : les solidos Ulcheii (sous d’Oulchy).
Des traces d’occupation ancienne sont aussi visibles au lieu-dit Grigny, à 4 km au nord d’Oulchy, sur la voie romaine de Troyes à Saint-Quentin. Cette ancienne cité romaine aujourd’hui disparue a livré de nombreux objets gaulois et gallo-romains.

### Les premiers temps médiévaux
Les premières mentions documentées d’Oulchy datent de l’an 987, au moment de l’avènement des Capétiens. À cette époque, le territoire appartient aux comtes de Troyes et de Meaux. Thibault Ier, comte de Champagne, y fait construire un château, dont il ne reste plus de traces aujourd’hui, mis à part une tour et les remparts.
Au XIe siècle, trois seigneurs se partagent l'autorité sur la châtellenie :
- Le vicomte d’Oulchy, seigneur du château.
- Le seigneur du donjon, chargé de la défense intérieure et extérieure.
- Le seigneur de la Grande Maison, fief indépendant parfois qualifié lui aussi de « Seigneur d’Oulchy ».

En 1076, le comte de Champagne fait édifier une église dans l’enceinte du château, probablement à l’emplacement d’un sanctuaire plus ancien. Au XIIe siècle, le chœur, le transept, le clocher sont ajoutés. L'édifice roman se distingue par ses chapiteaux archaïques, ses stalles à miséricordes, une chaire en encorbellement venant de Saint-Jean-des-Vignes, une viergo paritura et une vierge à l’enfant provenant de l’église de Cugny.

### La condition des habitants et les institutions religieuses
Au XIIe siècle, les habitants sont serfs de l’église locale. En 1177, Henri, comte palatin de Troyes, leur accorde certaines franchises. En 1311, ils obtiennent du roi, via le comte de Champagne et de Brie, le droit d'organiser une foire franche de quatre jours à partir du 15 août.
Un chapitre de chanoines, fondé à Oulchy, est donné en 1122 par Thibault à l’abbaye Saint-Jean-des-Vignes, qui y installe des moines. Ce prieuré devient plus tard une simple cure. Les prieurs deviennent également seigneurs de Beugneux.
Un établissement templier est fondé à Oulchy en 1177. Dès le XIIIe siècle, un hôpital existe, transformé en Hôtel-Dieu en 1501, à l’initiative des habitants. En 1780, il compte six lits, et il est géré par les sœurs de Genlis, l'une d’elles tenant aussi une école gratuite pour les filles pauvres. Une ancienne maladrerie fut rattachée à cet hôpital.
Des fouilles ont mis au jour des squelettes accompagnés de pots en terre cuite percés de trous, contenant cendres et charbons.

### Guerres, épidémies et bouleversements
Oulchy subit de nombreux conflits. Pendant la guerre de Cent Ans, le château est plusieurs fois pris, pillé, incendié par les Bourguignons et les Armagnacs. En 1431, l’année du martyre de Jeanne d’Arc, Oulchy est complètement détruite. Sous Louis XII, les habitants sont autorisés à reconstruire leur église avec les pierres du château, qui ne sera jamais rebâti. Seuls quelques remparts et une tour subsistent.
La ville se développe ensuite à proximité de la motte castrale, le long de deux voies anciennes, dont la Route du Sacre (voie Chehère), aujourd’hui disparue. Curieusement, la route moderne reliant Soissons à Château-Thierry, bien que toute proche, ne dessert pas Oulchy. Elle n’apparaît qu’au XVIIIe siècle sur les cartes de 1742.

### Temps modernes et contemporains
Les guerres se poursuivent : Révolution, Consulat, Empire. Un monument napoléonien rappelle le courage du capitaine Parquin lors de la campagne de 1814.
En 1870 puis en 1914, Oulchy est de nouveau plongée dans les conflits. Pendant la Grande Guerre, elle devient un point de passage pour les troupes. L’église et le prieuré subissent d’importants dégâts lors des bombardements. En 1935, le président Lebrun inaugure, sur la Butte Chalmont, le monument des Fantômes, en hommage aux milliers de soldats tombés dans les environs.

La route départementale 1 traversait Oulchy, empruntant l'Avenue de la Gare, la Rue Potel, la Rue du Docteur Manichon et la Rue de Soissons. De nombreux véhicules (voitures, mobylettes et camions) passaient chaque jour, profitant à l'économie de la ville, qui possédai alors un couvent, deux boulangeries, un magasin d'habits, un magasin de jouets, deux hôtels, deux supérettes, trois restaurants et deux cafés; mais qui agaçait les habiatnts du bourg. Dans les années 2000, le contournement a été construit, menant à la fermeture des deux restaurants, du magasin d'habits et de jouets, d'une des deux boulangeries, d'une des deux supérettes et d'un des deux cafés.

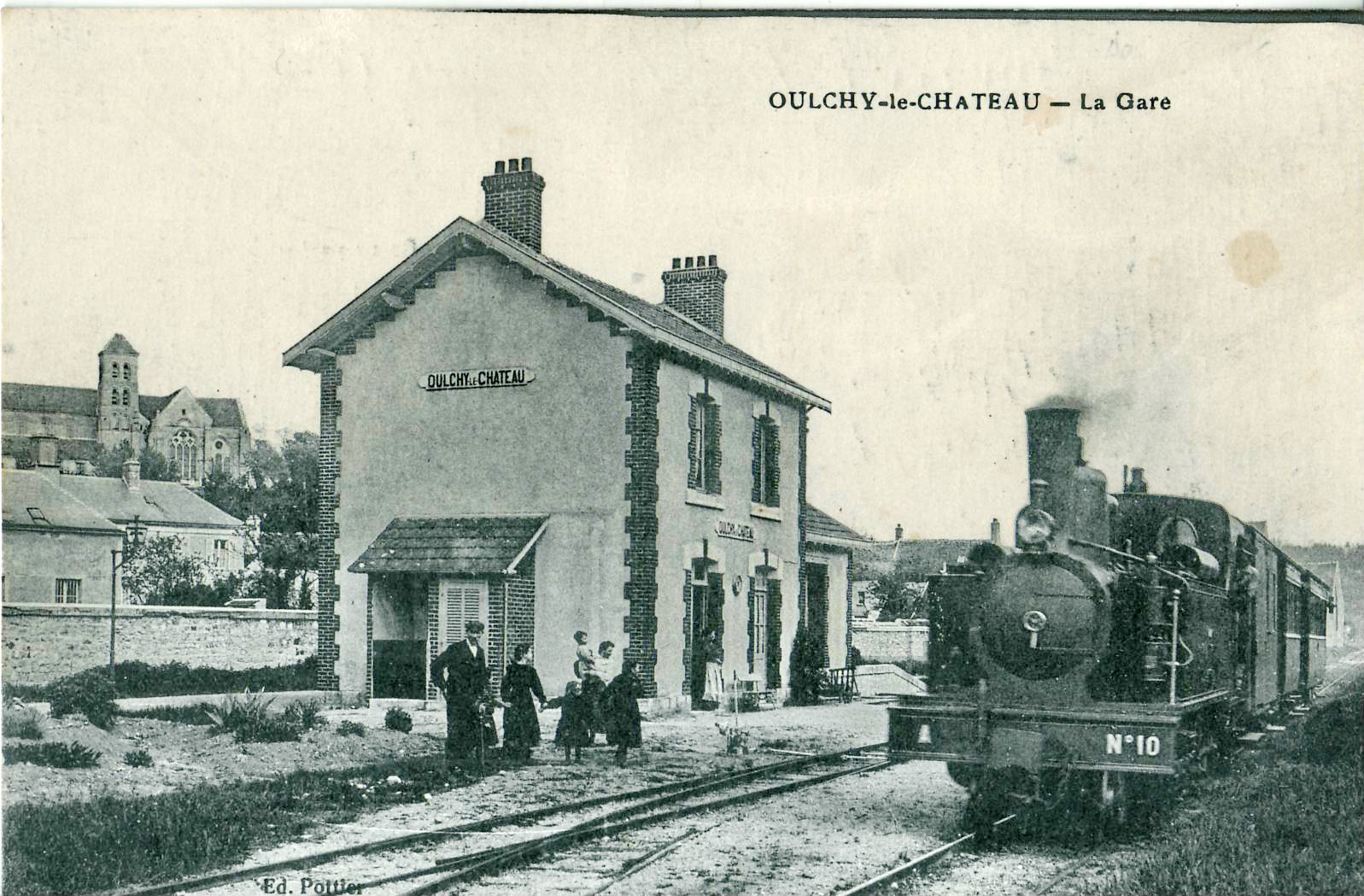
La gare d'Oulchy-le-Château fut desservie par la ligne de chemin de fer secondaire reliant Soissons à, entre 1907 et 1958.
Cette ligne, initialement exploitée par les CDA, l'a été ensuite par les CFS-NE.

## Politique et administration

### Découpage territorial
La commune d'Oulchy-le-Château est membre de la communauté de communes du Canton d'Oulchy-le-Château, un établissement public de coopération intercommunale (EPCI) à fiscalité propre créé le 30 décembre 1994 dont le siège est à Oulchy-le-Château. Ce dernier est par ailleurs membre d'autres groupements intercommunaux.
Sur le plan administratif, elle est rattachée à l'arrondissement de Soissons, au département de l'Aisne et à la région Hauts-de-France. Sur le plan électoral, elle dépend du  canton de Villers-Cotterêts pour l'élection des conseillers départementaux, depuis le redécoupage cantonal de 2014 entré en vigueur en 2015, et de la cinquième circonscription de l'Aisne  pour les élections législatives, depuis le dernier découpage électoral de 2010.

### Vie politique
Aux dernières élections législatives de 2024, la commune d'Oulchy-le-Château a voté à 53,26 % pour le candidat du Rassemblement National Jocelyn Dessigny au premier tour, 24,36 % pour la candidate Renaissance Jeanne Roussel, 17,28 % pour le candidat NFP-PS Karim Belaïd. Il n'y a eu qu'un tour dans cette circonscription car le candidat RN a fait plus de 50 % des suffrages au premier tour.
Ces dernières années, Oulchy-le-Château a voté majoritairement Rassemblement National.

## Démographie
L'évolution du nombre d'habitants est connue à travers les recensements de la population effectués dans la commune depuis 1793. Pour les communes de moins de 10 000 habitants, une enquête de recensement portant sur toute la population est réalisée tous les cinq ans, les populations de référence des années intermédiaires étant quant à elles estimées par interpolation ou extrapolation. Pour la commune, le premier recensement exhaustif entrant dans le cadre du nouveau dispositif a été réalisé en 2004.

En 2022, la commune comptait 811 habitants, en évolution de −1,82 % par rapport à 2016 (Aisne : −1,97 %, France hors Mayotte : +2,11 %).
| 1793 | 1800 | 1806 | 1821 | 1831 | 1836 | 1841 | 1846 | 1851 |
| ---- | ---- | ---- | ---- | ---- | ---- | ---- | ---- | ---- |
| 426  | 489  | 511  | 515  | 684  | 706  | 814  | 775  | 703  |

| 1856 | 1861 | 1866 | 1872 | 1876 | 1881 | 1886 | 1891 | 1896 |
| ---- | ---- | ---- | ---- | ---- | ---- | ---- | ---- | ---- |
| 705  | 678  | 701  | 684  | 703  | 705  | 671  | 700  | 702  |

| 1901 | 1906 | 1911 | 1921 | 1926 | 1931 | 1936 | 1946 | 1954 |
| ---- | ---- | ---- | ---- | ---- | ---- | ---- | ---- | ---- |
| 619  | 705  | 624  | 737  | 669  | 575  | 556  | 575  | 589  |

| 1962 | 1968 | 1975 | 1982 | 1990 | 1999 | 2004 | 2006 | 2009 |
| ---- | ---- | ---- | ---- | ---- | ---- | ---- | ---- | ---- |
| 651  | 694  | 733  | 788  | 856  | 849  | 869  | 859  | 842  |

| 2014 | 2019 | 2022 | - | - | - | - | - | - |
| ---- | ---- | ---- | - | - | - | - | - | - |
| 831  | 816  | 811  | - | - | - | - | - | - |

## Activités économiques et sportives
Le village dispose de tous les commerces et activités nécessaires : boulangerie, supérette, pharmacie, bar-tabac, menuiserie, gendarmerie et également d'un cabinet d'infirmiers.
La commune est pourvue d'un stade de football et de deux terrains de tennis. Il est possible de louer la salle des fêtes pour mariages, concerts, etc. 

## Culture locale et patrimoine

### Lieux et monuments
- Église Notre-Dame.

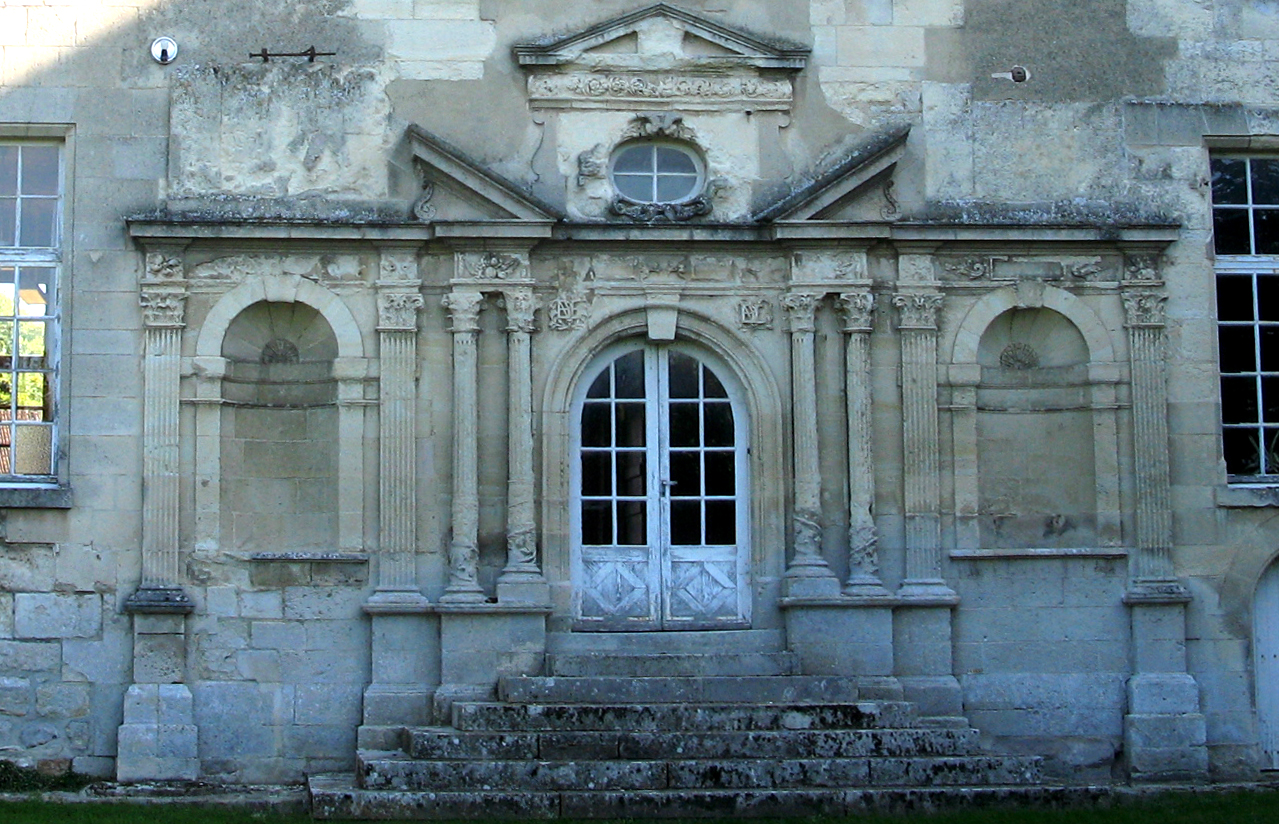
Détail de la façade ouest de l'ancien prieuré.

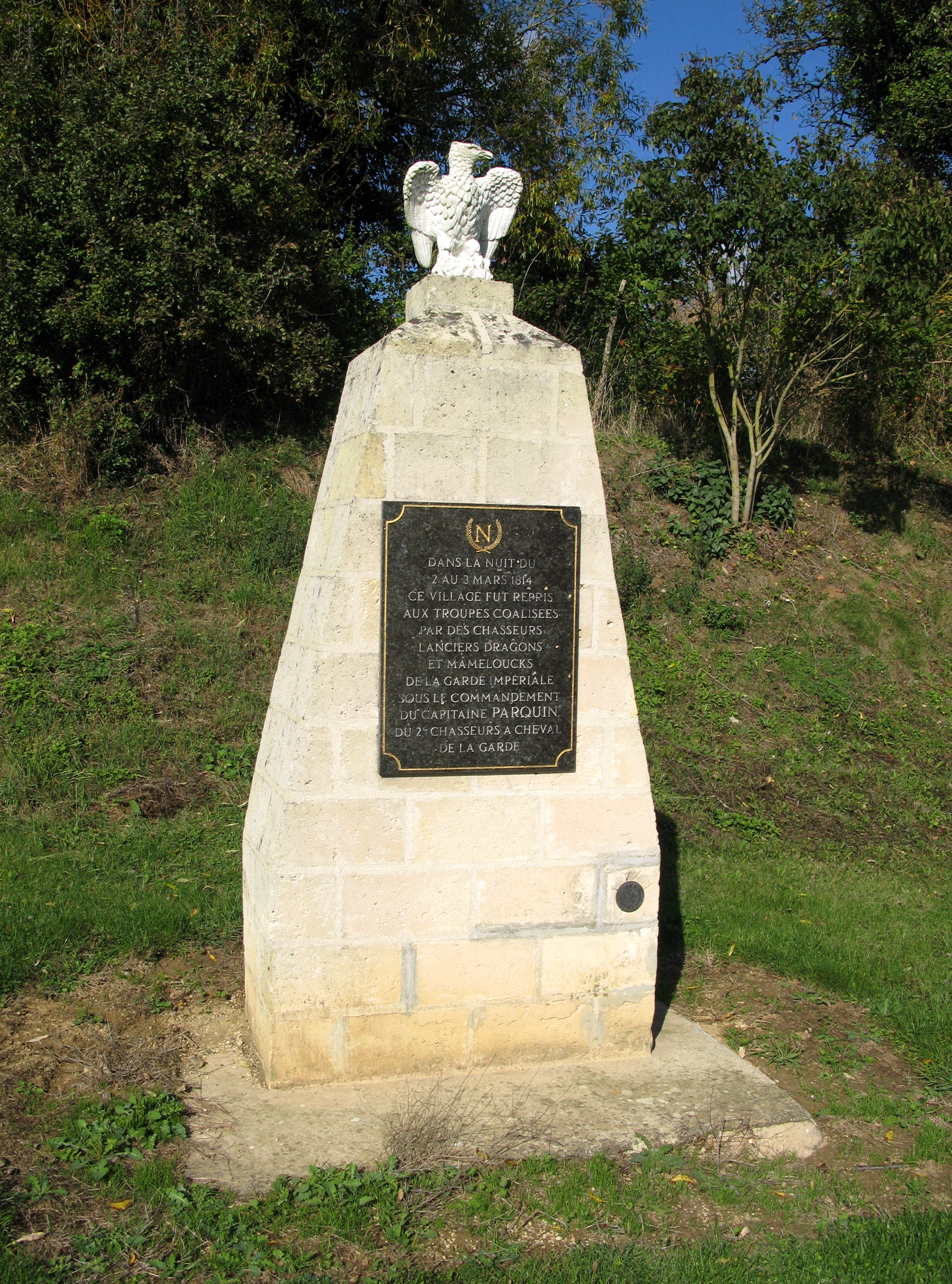
Stèle napoléonienne à l'entrée de la commune.

- Église Saint-Médard de Cugny-les-Crouttes.
- Ancien prieuré.
- Monument aux morts, sur lequel sont inscrits 41 noms[36].
- Monument aux morts de Cugny-lès-Crouttes, sur lequel sont inscrits cinq noms[37].
- Stèle en mémoire du capitaine Parquin[38],[39].
- Plusieurs lavoirs[40], un à Cugny, et un Avenue de la Gare.
- Monument national de la seconde bataille de la Marne. C'est un groupe en pierre Les Fantômes (1919-1935) de Paul Landowski constitué de sept soldats, hauts de huit mètres, chacun incarnant une arme et érigé sur la butte de Chalmont[41] à l'endroit précis où se décida le sort de la seconde bataille de la Marne.
- Vestige d'une forteresse fondée au Xe siècle par les comtes de Champagne et ruinée au XVe siècle par les Armagnacs et les Bourguignons. Louis XII autorisa les habitants à rebâtir leur église avec les matériaux provenant du château. Il ne subsiste que des débris de l'enceinte[42].
- Restes du XIIIe siècle d'une commanderie, dans une ferme du faubourg Saint-Jacques[42].

### Personnalités liées à la commune
- Gérard Titus-Carmel, peintre et poète, vit et travaille dans la commune depuis plus de trente ans.

### Héraldique
| Blason de Oulchy-le-Château | Blason  | D'azur semé de billettes d'or au lion brochant du même. Ornements extérieursCroix de guerre 1914-1918 |
| Blason de Oulchy-le-Château | Détails | Le statut officiel du blason reste à déterminer.                                                      |